# Cougar C20
Der Cougar C20 war ein Sportwagen-Prototyp der von 1987 bis 1990 bei Sportwagenrennen eingesetzt wurde.

## Entwicklungsgeschichte und technik
Der Cougar C20, ein geschlossener Gruppe-C-Prototyp, wurde 1987 von Yves Courage entwickelt und von seinen eigenen Rennteam, der Courage Compétition, für die jeweiligen Rennen vorbereitet. Der von einem 3-Liter-Porsche-6-Zylinder-Turbomotor angetriebene Rennwagen gab sein Debüt beim 1000-km-Rennen von Monza 1987. Gefahren wurde das Fahrzeug von Joël Gouhier und Hervé Regout, die nach einem elften Startplatz den neunten Gesamtrang erreichten.

## Renngeschichte
Größter Erfolg für diesen Fahrzeugtyp war der dritte Gesamtrang beim 24-Stunden-Rennen von Le Mans 1987, herausgefahren von Regout, Yves Courage und Pierre-Henri Raphanel.
1988 kam mit dem C20B eine Evolutionsstufe an die Rennstrecken. Ein Jahr lang wurden beide Varianten parallel eingesetzt, ab 1989 war für zwei Jahre die B-Version der Einsatzwagen von Courage. Dieses Fahrzeug wurde allerdings nur viermal an den Start gerollt. 1988 beim 1000-km-Rennen von Monza und in Silverstone, sowie 1989 und 1990 beim 24-Stunden-Rennen von Le Mans. In Le Mans wurden die Wagen in der kleineren Prototypen-Klasse – der C2-Klasse – gemeldet. Dort gab es 1989 durch Jean-Claude Andruet, Philippe Farjon und Shunji Kasuya den Sieg in dieser Klasse.